# Walter Minor
Walter Minor — серія поршневих авіадвигунів повітряного охолодження, які розробила й виробляла чехословацька (нині чеська) компанія «Walter».

## Історія
Розробляли з 1929 року. З 1930 року почали серійне виробництво чотирьох- і шестициліндрових перевернутих рядних двигунів, що призначалися для використання на легких літаках. Їх загальною конструктивною особливістю були уніфіковані габарити циліндрів (105 × 115 мм). Потужність складала від 105 до 160 к.с. Також існувала 12-циліндрична модифікація Minor 12 1-MR.
Після того, як компанія Walter сконцентрувалася на виробництві турбореактивних і турбогвинтових двигунів, випуск поршневих двигунів був переданий компанії Avia, яка провела їх глибоку модернізацію, результатом чого стала поява модифікацій Avia M-137 і M-337. У такому вигляді їх виробляли й надалі; випуском M337 займалася фірма «LOM Praha».
У Югославії двигун випускали за ліцензією компанією ДМБ (Двадесетпрві травень — Београд), зараз 21. MAJ D.O.O. FTMT.

## Опис конструкції
Джерело: Oldengine.org
- Картер з магнієвого сплаву, Складався з власне картера, а також верхньої і передньої кришок. У лівій частині знаходився зубчастий привід розподільного вала.
- Циліндри сталеві, точені. Поверхня азотована. Головки литі з алюмінієвого сплаву, з отворами для впускного і випускного клапанів, а також для двох свічок запалювання. До картера кріпилися чотирма болтами.
- Поршні алюмінієві, з трьома компресійними й одним маслознімним кільцем. Шатуни мали подвійний Т-подібний профіль і були виготовлені з полірованого алюмінію. Шатуни дюралюмінієві.
- Колінчастий вал зі сплаву хром-ванадієвої сталі, кований; 5 (або 7) бронзових підшипників ковзання. У передній частині картера упорний кульковий підшипник.
- Карбюратор: дві штуки. Подача палива мембранним насосом.
- Запалювання — дубльована системи фірми Scintilla, з автоматичним регулюванням.

## Модифікації

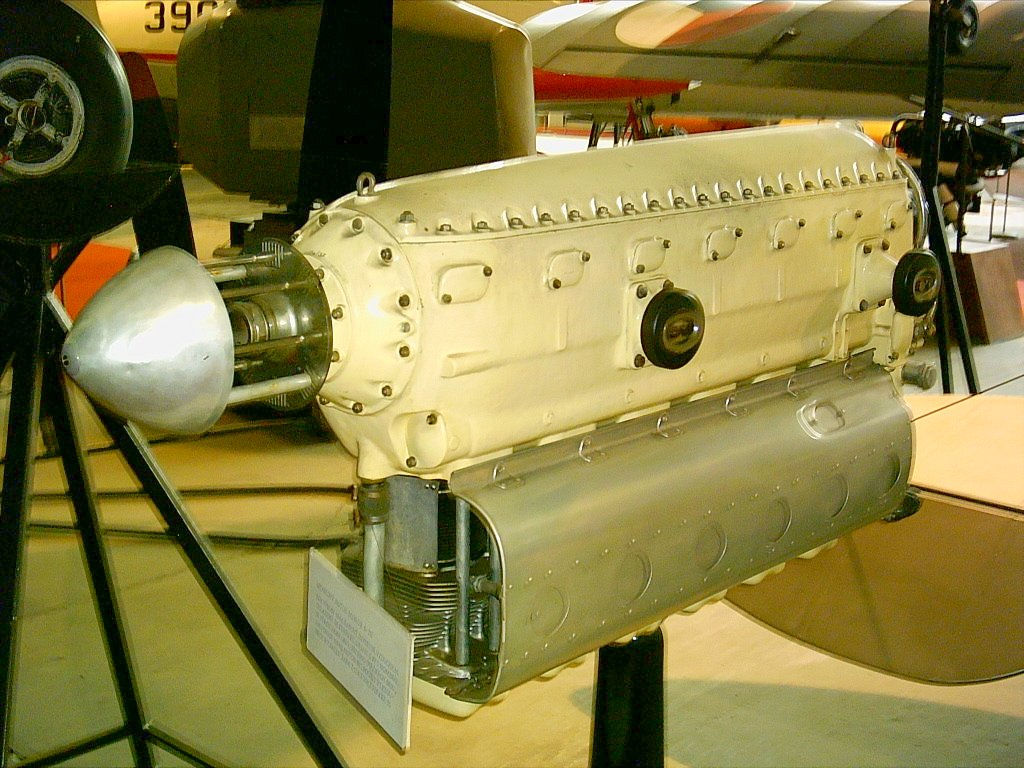
Walter Minor 6-III

Minor Sc.
Minor 4-I1119×440×630 мм
Minor 4-II
Minor 4-III105/2500 (зліт) и 80/2300; 1032×399×632 мм, 90,3 кг;
Minor 6-I
Minor 6-II
Minor 6-III(1936 рік) 160/2500 (зліт) и 125/2300; 1250×445×639 мм, 126,8 кг;
Minor 12 1-MR385/2900 (зліт); ?×510×800 мм, 325 кг
Minor M 332 (4-циліндровий)
Minor M 337 (6-циліндровий)

## Застосування
Чехословаччина
- Aero Ae 45 4-III (Aero Ae-145 Avia M 332)
- Aero Ae 50
- Aero C-104
- Beneš-Mráz Beta-Minor
- Let L-200 Morava
- Orličan L-40 Meta Sokol (Avia M332)
- Praga E-210 / E-211
- Zlin 22
- Zlin Trener

 Франція
- Nord NC.856
- Nord NC.859
- Nord NC-860
- Starck AS-57

 Польща
- LWD Zuch (6-III на прототипі Zuch-1)

 Болгарія
- Лаз-7

 Італія
- Manzolini Libellula II
- Pasotti Airone

 Австрія
- OFW OK-15 (4-III)

 Югославія
- Икарус Аеро-2 (6-III)
- Икарус Курир (ДМБ ДМ-6Р)
- LIBIS KB-6 Matajur

 Росія
- Aviator Shershen'

 Швейцарія
- Fry Esprit VFII

## Двигун в експозиціях музеїв
- Walter Minor 4-III Музей авіації в Кошицях (Словаччина), Музей польської авіації (Краків);
- Walter Minor 6-III Музей авіації у Сольноку, Угорщина[4][5]/